# اچ‌ام‌سی‌اس اوکاناگون (اس۷۴)
اچ‌ام‌سی‌اس اوکاناگون (اس۷۴) (به انگلیسی: HMCS Okanagan (S74)) یک زیردریایی است که طول آن ۲۹۵٫۲۵ فوت (۸۹٫۹۹ متر) می‌باشد. این زیردریایی در سال ۱۹۶۶ ساخته شد.